# Roberta Metsola
Roberta Metsola, född 18 januari 1979 i St. Julian's, är en maltesisk jurist och politiker för kristdemokratiska Partit Nazzjonalista. Hon är ledamot av Europaparlamentet sedan 2013, och sitter med i partigruppen EPP för kristdemokrater och konservativa. Från november 2020 till januari 2022 var hon även Europaparlamentets förste vice talman. 18 januari 2022 valdes hon till Europaparlamentets talman, och efterträdde därmed David Sassoli.
I Europaparlamentet är hon ledamot i utskottet för medborgerliga fri- och rättigheter samt rättsliga och inrikes frågor (LIBE) och USA-delegationen. Hon är även ersättare i miljöutskottet (ENVI), det särskilda AI-utskottet (AIDA) och Japandelegationen.

## Utbildning och bakgrund
Roberta Metsola har en juristexamen (LL.M.) med inriktning EU-rätt från University of Malta. Hon tog examen 2003. Från oktober 2004 till maj 2012 arbetade hon med juridiska frågor på Maltas ständiga representation i Bryssel, därefter som rådgivare vid Europeiska utrikestjänsten.
Metsola ställde upp i parlamentsvalet två gånger tidigare (2004 och 2009) utan att bli vald.

## Politik
Roberta Metsola anses vara en av de minst konservativa ledamöterna i EPP, där hon har tagit en progressiv ställning i frågor som rör bland annat rättsstatens principer och invandring. Hon har också vid flera tillfällen försvarat HBTQ-personers rättigheter. Däremot har hon en mer konservativ ståndpunkt när det kommer till abort, vilket hon är helt emot. Abort är också helt förbjudet i Malta. Denna ståndpunkt kritiserades hon för när hon valdes till Europaparlamentets talman, även om abortfrågor inte är en EU-kompetens. Hon avstod också från att rösta i frågan om att kriminalisera våld mot kvinnor på EU-nivå.
Efter mordet på journalisten Daphne Caruana Galizia krävde hon i december 2019 att Maltas dåvarande premiärminister Joseph Muscat skulle avgå.
Den 4/9 2024 framkom det i en artikel i Politico, att Metsola undantar sig från de regler för transparens hon själv var med om att införa. De nya reglerna för jäv och korruption är även utsträckta på nära anhöriga; man måste informera om nära anhörigas förehavanden för att förhindra bl.a. insideraffärer, men detta gäller inte EU-parlamentets president som har undantag. Hennes man Ukko Metsola vat topplobbyist för Miamibaserade Royal Carribean Group. Politico pekar i sin artikel på att Roberta Metsolas position har gynnat företaget oproportionerligt.

## Privatliv
Metsola är sedan 2005 gift med den finländska ex-politikern Ukko Metsola. Ukko Metsola har bland annat kandiderat till EU-parlamentet för Samlingspartiet 2009. Även Roberta Metsola ställde upp i valet 2009 utan att bli vald. I och med bådas kandidaturer gjorde paret historia då det var första gången ett par från två olika länder kandiderade samtidigt. Paret har tillsammans fyra barn.